# لزوم وتعد
اللزوم والتعدي من خصائص المشتقات، ويأتي اللزوم في الأسماء والأفعال مثال اللازم في الأسماء: القائم أبوه، ومثال المتعدي في الأسماء: الضارب زيدا. وينقسم الفعل باعتبار معناه إلى متعد ولازم:
الفعل اللازم — هو ما لا يتعدى أثره فاعله، ولا يتجاوزه إلى المفعول به، بل يبقى في نفس فاعله، مثل: ذهب سعيد، وسافر خالد.
وهو يحتاج إلى الفاعل، ولا يحتاج إلى المفعول به، لأنه لا يخرج من نفس فاعله فيحتاج إلى مفعول به يقع عليه. ويسمى أيضًا: الفعل القاصر لقصوره عن المفعول به، واقتصاره على الفاعل، والفعل غير الواقع لأنه لا يقع على المفعول به، والفعل غير المجاوز لأنه لا يجاوز فاعله.
الفعل المتعدي — هو ما يتعدى أثره فاعله، ويتجاوزه إلى المفعول به، مثل: فتح طارق الأندلس. وهو يحتاج إلى فاعل ومفعول به يقع عليه. ويسمى أيضًا: الفعل الواقع لوقوعه على المفعول به، والفعل المجاوز لمجاوزته الفاعل إلى المفعول به. وعلامته أن يقبل هاء الضمير التي تعود إلى المفعول به، مثل: اجتهد الطالب فأكرمه أستاذه.
المتعدي بنفسه والمتعدي بغيره:
المتعدي بنفسه: ما يصل إلى المفعول به مباشرة أي: بغير واسطة حرف الجر، مثل: بريت القلم، ومفعوله يسمى صريحا.
والمتعدي بغيره: ما يصل إلى المفعول به بواسطة حرف الجر، مثل: ذهبت بك بمعنى: أذهبتك، ومفعوله يسمى غير صريح.
وقد يأخذ المتعدي مفعولين: أحدهما صريح، والآخر غير صريح، نحو: أدوا الأمانات إلى أهلها.
يكون الفعل لازما إذا:
- كان من أفعال السجايا والغرائز، وهي ما دلت على معنى قائم بالفاعل لازم له، وذلك مثل: شجع وجبن وحسن وقبح
- دل على هيئة، مثل: طال وقصر
- دل على نظافة أو دنس، مثل: طهر الثوب ونظف، وسخ الجسم ودنس وقذر
- دل على غرض غير لازم وليس بحركة، مثل: مرض وكسل ونشط وفرح وحزن وشبع وعطش
- دل على لون: احمر واخضر وأسود
- دل على عيب أو حلية: عمش وعور، نجل ودعج وكحل
- كان مطاوعا لفعل متعد إلى واحد: مددت الحبل فامتد
- كان على وزن فعل وانفعل وافعل وافعال وافعلل وافعنلل: حسن وشرف، انكسر وانحطم، اغبر وازور، اهام وازوار، اقشعر واطمأن، احرنجم واقعنسس

يصير الفعل متعديا بأحد ثلاثة أشياء:
- إما بنقله إلى باب أفعل: أكرم من كرم
- أو بنقله إلى باب فعّل: عَظَّمَ من عَظُمَ
- أو بواسطة حرف الجر: أعرض عن الرذيلة وتمسك بالفضيلة